# SGX Center
SGX Center es una torre gemela de gran altura en la ciudad de Singapur. El desarrollo consiste en dos rascacielos de 187 metros, situados en la manera de Shenton. Las dos torres se llaman SGX Center One y SGX Center Two y están situadas juntas en un sitio alargado y rectangular. 
Las torres albergan el Centro de Intercambio de Singapur. Una característica única del desarrollo es que limita con el distrito de negocios existente y sirve como una puerta de entrada al nuevo centro de Marina Sur.

## Historia
SGX Center uno y dos se completó en 2000 y 2001, respectivamente. Los edificios fueron diseñados por Kohn Pedersen Fox Associates y los arquitectos locales 61 Pte Ltd. 
Otras empresas que participan en el desarrollo de SGX Center incluyen United Overseas Bank (UOB), Kajima Overseas Asia Private Limited, Oscar Faber Consultores Pte Ltd, Parsons Brinckerhoff Consultores Privado Limitada, Peridian Asia Privada Limitada, Bachy Soletanche Singapur Privada Limitada, Faber Maunsell, KPK Quantity Surveyors (1995), Singapur Private Limited, Manntech Building Maintenance Systems, Permasteelisa SpA y Permasteelisa Pacific Holdings Ltd. 

## SGX Centro Uno
Construido en 2000, SGX Center One es el más antiguo de los edificios gemelos. Se encuentra en 2 de Shenton Way, junto al histórico Lau Pa Sat mercado. El segundo piso va a albergar nuevas instalaciones de estudio de CNBC Asia a partir del 14 de junio de 2010.

## SGX Centro Dos
SGX Centro Dos es el más joven de los edificios gemelos, y se completó en 2001, un año más tarde que su hermano mayor. Ubicado en el 4 Shenton Way, está adyacente a DBS Building Tower Two, que es parte de otro desarrollo que consta de dos edificios altos. 

## Estilo
El desarrollo marcó el cambio del estilo arquitectónico en Singapur con la introducción del milenio. En aquel entonces, el estilo arquitectónico favorito era la arquitectura brutalista. Sin embargo, con la finalización de SGX Center llegó una nueva era de los edificios de vidrio y hormigón. 
Los dos edificios son ligeramente para proporcionar la mayoría de sus inquilinos con vistas de Marina Bay. Hay aletas verticales y horizontales en diferentes lados de la fachada aparentemente simple, que según la Autoridad de Reurbanización Urbana, reconoce sutilmente los ritmos variados de la ciudad. SGX Center tiene pasillos colonnaded en el primer piso y un elegante vestíbulo con cortina de vidrio, junto con una muralla mural urbana de 120 metros de largo. Esto contrasta con el colonial Lau Pa Sat situado enfrente. 